# الإقليم الشرقي
الإقليم الشرقي (بالإنجليزية: Eastern Region)‏ هو أقليم في آيسلندا، يتبع آيسلندا، بلغ عدد سكانه 15300 نسمة، في 2007، عاصمته Egilsstaðir ‏، تبلغ مساحته 21986 كيلومتر مربع.